# Sam Ward (triatleta)
Sam Ward (1994) es un deportista neozelandés que compite en triatlón. Ganó dos medallas en el Campeonato de Oceanía de Triatlón de 2018.

## Palmarés internacional
| Campeonato de Oceanía | Campeonato de Oceanía | Campeonato de Oceanía | Campeonato de Oceanía |
| Año                   | Lugar                 | Medalla               | Prueba                |
| --------------------- | --------------------- | --------------------- | --------------------- |
| 2018                  | San Kilda (Australia) | Medalla de oro        | Individual            |
| 2018                  | Glenelg (Australia)   | Medalla de bronce     | Relevo mixto          |